# 防衛ホーム
防衛ホーム（ぼうえいほーむ）は、1973年10月15日に創刊された防衛省・自衛隊関連のニュースを主とする日本の新聞。防衛ホーム新聞社発行。自衛隊員とその家族を対象に月2回発行されている。

## 概要
毎号12ページ程度でその時々のトピックや人事異動、防衛ホーム英語教室、家庭のひろばなどが掲載される。また、共済組合ニュースと求人広告がそれぞれ毎号1ページ程度掲載されているなど、同じく防衛省・自衛隊関連のニュースを主に扱う朝雲新聞に比べて自衛隊員や関係者個人の生活面に重点を置いた記事構成となっている。各駐屯地の広報室等におかれているほか個人でも購読が可能であり、富士総合火力演習や入間基地、浜松基地等の航空祭ではパンフレットを兼ねた号外が配布されている。
発行元の防衛ホーム新聞社では、自衛隊グッズのひとつである「撃」シリーズ（まんじゅう・せんべいなど）を販売しており、広告が掲載されていることも多い。